# Жамбасколь
Жамбасколь (каз. Жамбаскөл) — упразднённое село в Тарановском районе Костанайской области Казахстана. Исключено из учётных данных в 2021 году. Входило в состав Белинского сельского округа. Код КАТО — 396439200.

## Население
В 1999 году население села составляло 36 человек (17 мужчин и 19 женщин). По данным переписи 2009 года, в селе проживали 32 человека (14 мужчин и 18 женщин).

## География
В 6 км к северо-востоку от посёлка расположено озеро Тентексор, в 13 км к северо-востоку (рядом с востока от озера Тентексор) — озеро Сабынколь, в 1 км к западу — Карасор, в 15 км к востоку — Тентексор, в 4 км к юго-западу — Карасор, в 9 км к востоку — Кишкентайсор.